# Diócesis de Luz

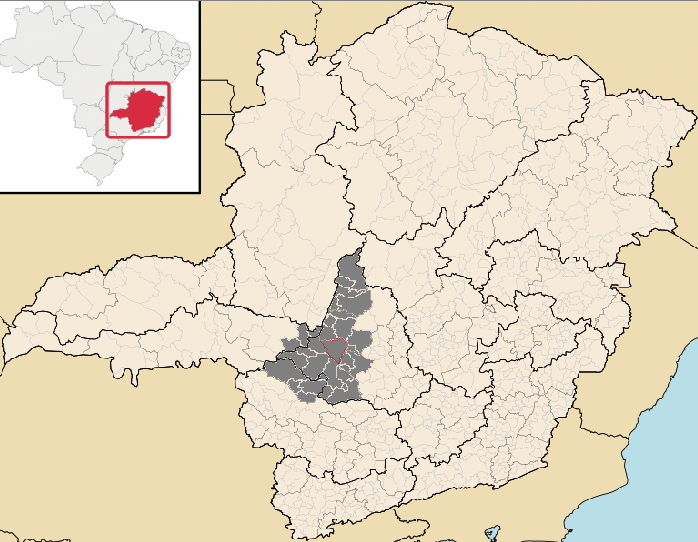
Diócesis de Luz.

Regional CNBB Leste 2.

La diócesis de Luz (en latín: Dioecesis Luceatina y en portugués: Diocese de Luz) es una circunscripción eclesiástica latina de la Iglesia católica en Brasil, sufragánea de la arquidiócesis de Belo Horizonte. La diócesis tiene al obispo José Aristeu Vieira como su ordinario desde el 25 de febrero de 2015. 

## Territorio y organización

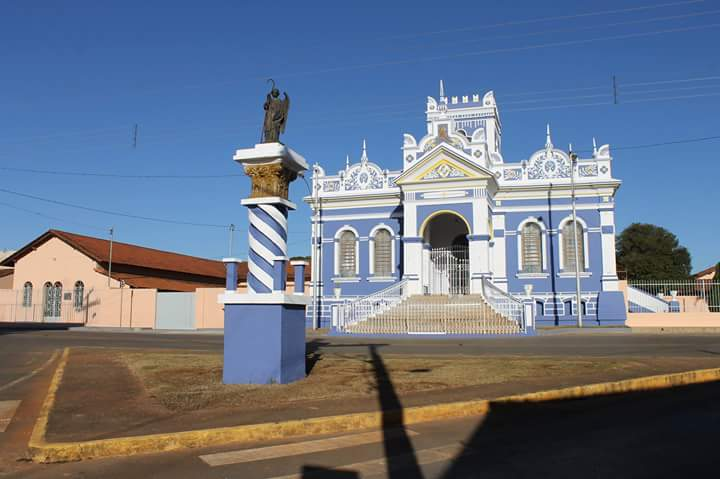
Palacio episcopal en Luz

La diócesis tiene 24 990 km² y extiende su jurisdicción sobre los fieles católicos de rito latino residentes en 32 municipios del estado de Minas Gerais: Abaeté, Cedro do Abaeté, Arcos, Bambuí, Biquinhas, Bom Despacho, Campos Altos, Capitólio, Córrego Danta, Tapiraí, Córrego Fundo, Dores do Indaiá, Doresópolis, Estrela do Indaiá, Serra da Saudade, Formiga, Iguatama, Japaraíba, Lagoa da Prata, Luz, Medeiros, Moema, Morada Nova de Minas, Paineiras, Pains, Pimenta, Piumhi, Pratinha, Quartel Geral, Santa Rosa da Serra, Santo Antônio do Monte y Vargem Bonita.
La sede de la diócesis se encuentra en la ciudad de Luz, en donde se halla la Catedral de Nuestra Señora de la Luz.
En 2019 en la diócesis existían 52 parroquias agrupadas en 7 foranías: Abaeté, Arcos, Bambuí, Bom Despacho, Formiga, Lagoa da Prata y Piumhi.

## Historia
La diócesis de Aterrado fue erigida el 18 de julio de 1918 con la bula Romanis Pontificibus del papa Benedicto XV, obteniendo el territorio de la arquidiócesis de Mariana y de la diócesis de Uberaba (hoy arquidiócesis de Uberaba).
Originalmente sufragánea de la arquidiócesis de Mariana, el 1 de febrero de 1924 pasó a formar parte de la provincia eclesiástica de la arquidiócesis de Belo Horizonte.
El 29 de septiembre de 1933, con la carta apostólica Cum Aterradensis, el papa Pío XI proclamó a san Rafael arcángel patrono de la diócesis.
El 11 de julio de 1958 cedió una parte de su territorio para la erección de la diócesis de Divinópolis mediante la bula Qui a Christo del papa Pío XII.
El 5 de diciembre de 1960 la diócesis tomó su nombre actual, que refleja el cambio en el nombre oficial de la ciudad episcopal, que había sido fundada como Nossa Senhora da Luz do Aterrado.
La diócesis ha sufrido variaciones territoriales en tres ocasiones: el 21 de noviembre de 1959 se revisaron los límites con la cercana diócesis de Patos de Minas con un canje de municipios mediante el decreto Concrediti gregis; el 10 de noviembre de 1982 cedió la parroquia de Desemboque en el municipio de Sacramento a la arquidiócesis de Uberaba mediante otro decreto también llamado Concrediti gregis; y el 19 de agosto de 2008 cedió otras dos parroquias a la diócesis de Guaxupé mediante el decreto Ad uberius.

## Estadísticas
De acuerdo al Anuario Pontificio 2020 la diócesis tenía a fines de 2019 un total de 425 826 fieles bautizados.
| Año                                                                             | Población            | Población | Población      | Sacerdotes | Sacerdotes    | Sacerdotes    | Bautizados por sacerdote | Diáconos permanentes | Religiosos | Religiosos | Parroquias |
| Año                                                                             | Bautizados católicos | Total     | % de católicos | Total      | Clero secular | Clero regular | Bautizados por sacerdote | Diáconos permanentes | Varones    | Mujeres    | Parroquias |
| ------------------------------------------------------------------------------- | -------------------- | --------- | -------------- | ---------- | ------------- | ------------- | ------------------------ | -------------------- | ---------- | ---------- | ---------- |
| 1950                                                                            | 262 000              | 390 000   | 67.2           | 120        | 20            | 100           | 2183                     |                      |            |            | 32         |
| 1957                                                                            | ?                    | 372 530   | ?              | 42         | 28            | 14            | ?                        |                      |            |            | 2          |
| 1965                                                                            | 456 260              | 460 000   | 99.2           | 45         | 28            | 17            | 10 139                   |                      | 19         | 91         | 39         |
| 1970                                                                            | ?                    | 463 329   | ?              | 22         | 22            |               | ?                        | 1                    |            | 12         | 31         |
| 1976                                                                            | 396 410              | 404 500   | 98.0           | 52         | 18            | 34            | 7623                     |                      | 40         | 85         | 30         |
| 1980                                                                            | 415 000              | 435 000   | 95.4           | 47         | 21            | 26            | 8829                     |                      | 31         | 74         | 34         |
| 1990                                                                            | 430 000              | 460 000   | 93.5           | 57         | 31            | 26            | 7543                     |                      | 52         | 32         | 40         |
| 1999                                                                            | 343 400              | 425 200   | 80.8           | 52         | 34            | 18            | 6603                     |                      | 19         | 92         | 32         |
| 2000                                                                            | 344 350              | 425 960   | 80.8           | 57         | 38            | 19            | 6041                     |                      | 20         | 92         | 37         |
| 2001                                                                            | 398 000              | 493 023   | 80.7           | 57         | 38            | 19            | 6982                     |                      | 23         | 92         | 39         |
| 2002                                                                            | 344 350              | 425 960   | 80.8           | 55         | 37            | 18            | 6260                     |                      | 19         | 92         | 32         |
| 2003                                                                            | 352 000              | 441 000   | 79.8           | 69         | 50            | 19            | 5101                     |                      | 20         | 92         | 37         |
| 2004                                                                            | 352 800              | 441 000   | 80.0           | 58         | 38            | 20            | 6082                     |                      | 20         | 40         | 34         |
| 2013                                                                            | 397 000              | 494 000   | 80.4           | 75         | 62            | 13            | 5293                     |                      | 15         | 32         | 44         |
| 2016                                                                            | 407 000              | 506 000   | 80.4           | 78         | 67            | 11            | 5217                     |                      | 12         | 30         | 50         |
| 2019                                                                            | 425 826              | 518 200   | 82.2           | 88         | 73            | 15            | 4838                     |                      | 15         | 27         | 52         |
| Fuente: Catholic-Hierarchy, que a su vez toma los datos del Anuario Pontificio. |                      |           |                |            |               |               |                          |                      |            |            |            |

## Episcopologio
- Manoel Nunes Coelho † (10 de junio de 1920-8 de julio de 1967 falleció)
- Belchior Joaquim da Silva Neto, C.M. † (8 de julio de 1967 por sucesión-18 de mayo de 1994 retirado)
- Eurico dos Santos Veloso (18 de mayo de 1994 por sucesión-28 de noviembre de 2001 nombrado arzobispo de Juiz de Fora)
- Antonio Carlos Félix (5 de febrero de 2003-6 de marzo de 2014 nombrado obispo de Governador Valadares)
- José Aristeu Vieira, desde el 25 de febrero de 2015